# Танги, Жан-Филипп
Жан-Филипп Танги (фр. Jean-Philippe Tanguy) — французский политик, депутат Национального собрания Франции, член Национального объединения. 

## Биография
Родился 22 сентября 1976 года в городе Булонь-сюр-Мер (департамент Па-де-Кале). Его мать работает секретарем, а отец – менеджером на промышленных объектах. Обучался в военном училище Сен-Сир, бросил его через несколько недель. Окончил Высшую школу экономических и коммерческих наук ESSEC и Институт политических исследований Sciences Po в Париже. Во время учебы был принят на работу в компанию Alstom, присоединился к команде Клары Гаймар. После ухода из Alstom подвергался критике за то, что унес с работу флешку с данными, доверенными ему Гаймар.
Политическая карьера Жана-Филиппа Танги началась после выборов в Национальное собрание 2012 года. Он стал помощником депутата и основателя партии «Вставай, Франция!» Николя Дюпон-Эньяна. В 2015 году он возглавил партийный список на региональных выборах в регионе О-де-Франс. Во время президентских выборов 2017 года входил в предвыборный штаб Николя Дюпон-Эньяна. В период между первым и вторым турами голосования выступал в поддержку Марин Ле Пен. Был назначен главой кабинета Дюпон-Эньяна в мэрии города Йер. Был третьим в списке «Вставай, Франция!» на выборах в Европейский парламент в 2019 году.
В ноябре 2020 года Жан-Филипп Танги вышел из партии «Вставай, Франция!» и присоединился к Национальному объединению. На региональных выборах в О-де-Франс он занял третье место в списке НО по департаменту Сомма и был избран в Совет региона О-де-Франс.
Во время президентских выборов 2022 года Жан-Филипп Танги был заместителем руководителя избирательной кампании Марин Ле Пен. На последующих выборах в Национальное собрание  он баллотировался по 4-му избирательному округу Соммы и победил во втором туре действующего депутата от президентского большинства Жана-Клода Леклабара, набрав 54,59 % голосов.
В Национальном собрании Жан-Филипп Танги был назначен заместителем председателя группы Национального объединения и стал членом Комиссии по финансам, общей экономике и бюджетному контролю. В декабре 2022 года становится председателем парламентской комиссии по расследованию, направленному на борьбу с формами иностранного вмешательства в отношении французских политических лидеров, государств и частных лиц.
Является сторонником возвращения останков Наполеона III во Францию  

## Занимаемые выборные должности
с 02.07.2021 — член Совета региона О-де-Франс 

с 21.06.2022 — депутат Национального собрания Франции от 4-го избирательного округа департамента Сомма 